# ClearOS
ClearOS (ранее ClarkConnect) — дистрибутив Linux, издаваемый компанией-разработчиком программного обеспечения ClearCenter.

## Описание
Дистрибутив основан на CentOS и Red Hat Enterprise Linux и предназначен для использования на малых и средних предприятиях в качестве сетевого шлюза и сервера с веб-интерфейсом администрирования. Позиционируется как альтернатива Windows Small Business Server.